# Prima pratica
Prima pratica i seconda pratica – dwa przeciwstawne terminy muzyczne, które powstały na początku XVII wieku, na kanwie zachodzących wówczas przeobrażeń w muzyce klasycznej i jej pojmowaniu. Dotyczą stylu kompozytorskiego, gustu i istoty przeżycia muzycznego. Claudio Monteverdi i jego brat Giulio Cesare dla wyjaśnienia istoty tych dwóch pojęć skonfrontowali ze sobą dwa inne: harmonię i orację. Według ich opisu, w stylu prima pratica „harmonia jest panią oracji”, a w seconda pratica „oracja jest panią harmonii”.
W praktyce kompozytorskiej seconda pratica stawiała deklamację i prezentację treści ponad zasadami ścisłego kontrapunktu; sprowadzała się do dużej swobody w wykorzystywaniu niespotykanych wcześniej technik kompozytorskich, których celem było uwypuklenie dramaturgii, m.in. swobodne, intuicyjne wykorzystywanie  chromatyki oraz mieszanie modi. Prima pratica była natomiast ściśle podporządkowana palestrinowskiemu kontrapunktowi, w którym tego typu zabiegi były niedopuszczalne. Termin prima pratica bywa utożsamiany ze stile antico, a seconda pratica – ze stile moderno i ich wariacjami.
Obydwa pojęcia ugruntowały się w nomenklaturze muzycznej w wyniku publicznej polemiki, którą podjęli Giovanni Maria Artusi i Claudio Monteverdi, ale idee nimi opisane istniały w muzyce już w XVI wieku. W pierwszych dekadach XVII wieku nowy styl kompozytorski seconda pratica dominował już nad prima pratica. Polski muzykolog Zygmunt Szweykowski opisał stosunek, jaki mieli krytycy do trendu seconda pratica słowami: „zarzucano nowej muzyce, że opanowana została przez dyletantów, że komponują ją ludzie, którzy nie mają żadnego lub prawie żadnego wykształcenia muzycznego, co wyraża się właśnie w nierespektowaniu ustalonych reguł kompozytorskich, wprowadzaniu dowolności, ekstrawagancji itp.”.
Według Giulia Monteverdiego mistrzami prima pratica byli Johannes Ockeghem (1410–1497), Josquin des Prés (1450–1521), Pierre de la Rue (1460–1518), Jean Mouton (1460–1522), Thomas Crecquillon (1480–1557), Jacob Clemens non Papa (1510–1556), Nicolas Gombert (1500–1556), a wirtuozerię osiągnął Adrian Willaert (1490–1562). Za ojca seconda pratica uznawał Cypriana de Rora (1515–1565), a za najlepszych kontynuatorów jego idei Carla Gesualda (1566–1613), Emilia de’ Cavalieriego (1550–1602), Alfonsa Fontanelliego (1557–1662), Giovanniego de’ Bardiego (1534–1612), Giovanniego Del Turca (1577–1647), Tomassa Pecciego (1576–1606), Marca Antonia Ingegneriego (1547–1592), Lucę Marenzia (1553–1599), Giachesa de Werta (1535–1595), Luzzasca Luzzaschiego (1545–1607), Jacopa Periego (1561–1633) oraz Giulia Cacciniego (1551–1618).